# استنزاف الموارد

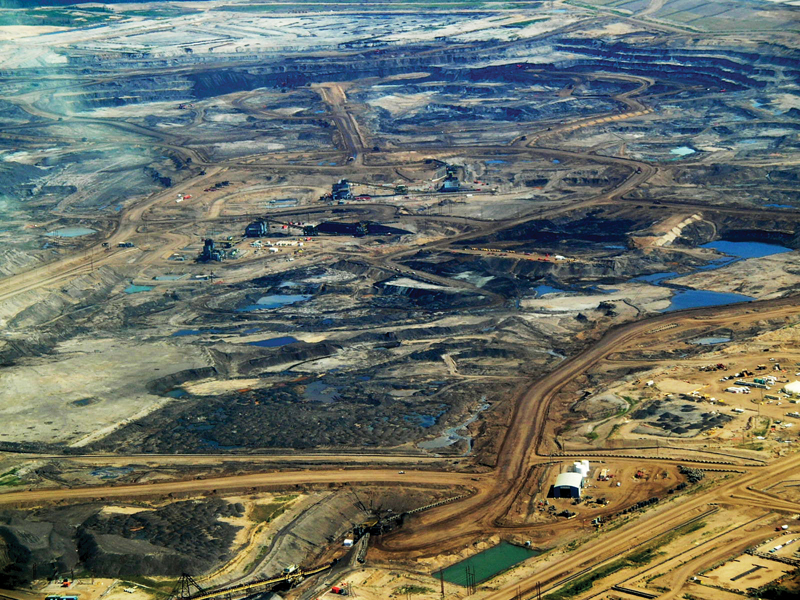

استنزاف الموارد هو استهلاك المورد بشكل أسرع مما يمكن تجديده. وتنقسم الموارد الطبيعية عادة بين الموارد المتجددة والموارد غير المتجددة. يعتبر استخدام أي من هذين الشكلين من الموارد بعد معدل الاستبدال الخاص بهما نفادًا للموارد. يستخدم استنفاد الموارد بشكل أكثر شيوعًا في الإشارة إلى الزراعة وصيد الأسماك  والتعدين  واستخدام المياه واستهلاك الوقود الأحفوري. ويطلق على استنزاف مجموعات الحياة البرية اسم «إبادة الحياة البرية».

## استنزاف الفلزات
نحتاج الفلزات لتأمين الطعام واللباس والمأوى. وجدت دراسة أجراها الماسح الجيولوجي الأمريكي توجهًا كبيرًا على المدى الطويل خلال القرن العشرين للمصادر غير المتجددة مثل الفلزات، ومثال على ذلك: الاستهلاك المتزايد للحجارة المفتتة والرمل والحصى للاستخدام في مجال البناء.
بدأ الاستخدام الكبير للفلزات خلال الثورة الصناعية نحو عام 1760 في إنجلترا، ونما بسرعة منذ ذلك الحين. سمحت التطورات التقنية بجعل البشر يحفرون أعمق ويصلون إلى طبقات أدنى وأنواع مختلفة من المواد الخام خلال ذلك الوقت. تقريبًا، تواجه كل المعادن الصناعية الأساسية (مثل: النحاس والحديد والبوكسيت.. إلخ) بالإضافة إلى الفلزات الأرضية النادرة قيودًا في حصيلة الإنتاج من وقت لآخر، لأن الإمداد يتطلب استثمارات أولية كبيرة؛ ولذلك يكون تجاوب هذه الاستثمارات بطيئًا مع الزيادة المتسارعة في الطلب.
توقع البعض دخول الفلزات في حالة هبوط إنتاج خلال العشرين سنة القادمة:
- الغازولين (2023).[9]
- النحاس (2024).[10] تُشير بيانات الماسح الجيولوجي الأمريكي أنه من غير المرجح كثيرًا بلوغ الذروة في إنتاج النحاس قبل عام 2040.[7]
- الزنك.[11] حولت التطورات في مجال استخلاص المعادن غير الجاف (المعالجة الميتالورجية بالسوائل)  مكامن الزنك غير الكبريتية (المهملة كثيرًا حتى اليوم) إلى محميات كبيرة قليلة الكلفة.[12][13]

توقع البعض أن تدخل الفلزات حيّز هبوط الإنتاج خلال القرن الحالي:
- الألمنيوم (2057).[10]
- الفحم (2060).[10]
- الحديد (2068).[10]

يمكن أن تتغير توقعات كهذه؛ إذ تجري اكتشافات جديدة، ويحدث عمومًا إساءة تفسير للبيانات المتاحة حول مصادر الفلزات ومحمياتها.

## النفط
ذروة النفط، هي الفترة التي يصل فيها معدل استخراج البترول في العالم إلى أقصاه، سيخضع بعدها معدل الإنتاج لانحدار طويل الأمد. استخلص تقرير هيرتش لعام 2005 أن تناقص الإمداد مع الطلب المتزايد سيرفع الأسعار العالمية للمنتجات المشتقة من البترول بشكل كبير، والأكثر تأثرًا، من ناحية الوفرة والسعر، هو الوقود السائل المستخدم للنقل.
استخلص تقرير هيرتش، الممول من قِبل وزارة الطاقة الأمريكية، أن «بلوغ ذروة الإنتاج العالمي للنفط يضع الولايات المتحدة والعالم أمام مشكلة غير مسبوقة في إدارة الخطر. مع اقتراب بلوغ الذروة، سترتفع أسعار الوقود السائل وستزيد تقلباتها بشكل كبير، ودون حدوث عملية ضبط في الوقت مناسب، فستكون الكلفة الاقتصادية والاجتماعية والسياسية غير مسبوقة. هناك خيارات للتخفيف من الآثار، موجودة في التزويد والطلب، لكن ليُلمَس أثر ذلك، فيجب أن يجري البدء بأحد هذه الخيارات قبل أكثر من عقد من بلوغ الذروة».

## إزالة الغابات

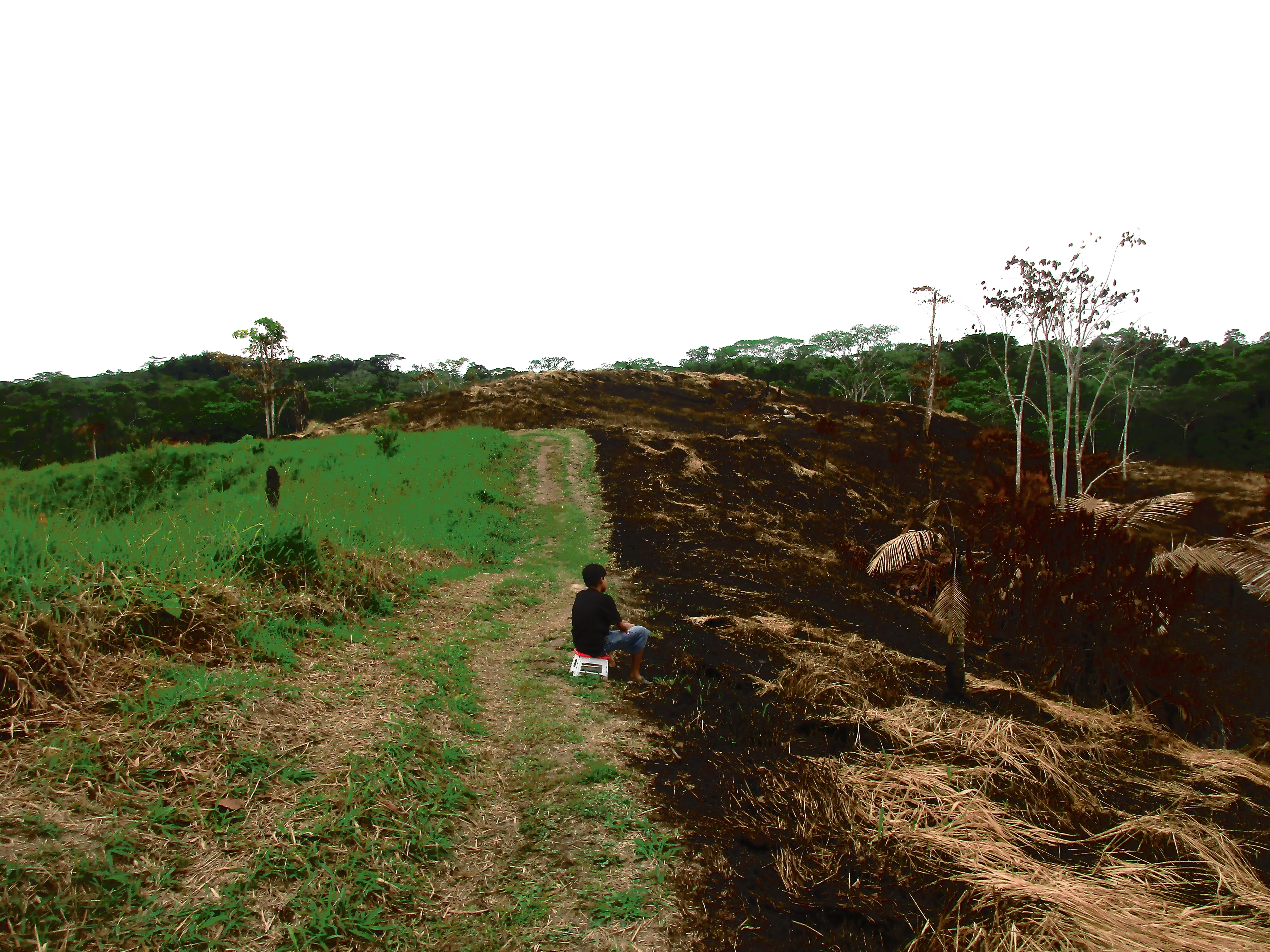
إزالة الغابات

إزالة الغابات هو قطع الأشجار والنباتات في المناطق الحراجية أو حرقها. نتيجة لإزالة الغابات، في الوقت الحاضر، دُمر نحو نصف الغابات التي كانت تغطي الأرض فيما سبق. يحدث هذا الأمر لأسباب عديدة، وله تداعيات سلبية عديدة على الجو (من مناخ، وبيئة، وهواء،...) وجودة الأرض في الغابة وحولها.

### الأسباب
واحد من الأسباب الرئيسة لإزالة الغابات هو الزراعة. بما أن تعداد السكان في المناطق النامية -خصوصًا بالقرب من الغابات المطرية- يزداد، فإن الحاجة للأرض من أجل الزراعة تصبح مهمة أكثر وأكثر. بالنسبة لأغلب الأشخاص، لا يكون للغابة قيمة حين لا تُستخدم مواردها، لذا تفوق دوافع إزالة الغابة في تلك المناطق دوافع الحفاظ عليها. ولهذا السبب، القيمة الاقتصادية للغابات مهمة جدًا بالنسبة للبلدان النامية.

### الأثر البيئي
لأن إزالة الغابات أمر واسع النطاق، فكان له عدة آثار كبيرة على البيئة، منها انتشار ثاني أكسيد الكربون في الجو، وتغيير دورة الماء، وزيادة تعرية التربة، وانخفاض التنوع الحيوي. غالبًا ما يُشار إلى إزالة الغابات بأنها مساهم في الاحتباس الحراري. لأن الأشجار والنباتات تسحب ثاني أكسيد الكربون وتطلق الأكسجين في الجو؛ فإن تناقص الغابات يُساهم بنحو 12% من انبعاثات ثاني أكسيد الكربون التي يُسببها البشر. واحدة من أكثر القضايا الضاغطة هي أن إزالة الغابات تسبب تعرية التربة. تؤدي إزالة الأشجار إلى ارتفاع معدلات التعرية، وزيادة خطر الانهيارات الأرضية، ما يشكل تهديدًا مباشرًا للعديد من القاطنين بجانب مناطق الغابات المُزالة. وكما تتدمر الغابات، تتدمر معها مواطن ملايين الحيوانات. يُقدر بأنه 80% من التنوع الحيوي المعروف في العالم يعيش في الغابات المطرية، ويُسرّع تدمير هذه الغابات من عملية الانقراض بمعدل مثير للقلق.

### ضبط إزالة الغابات
شكلت الأمم المتحدة والبنك الدولي برامجًا مثل برنامج خفض الانبعاثات الناتجة عن إزالة الغابات وتدهورها في البلدان النامية، الذي يعمل بشكل خاص في البلدان النامية عن طريق استخدام إعانات مالية أو حوافز أخرى؛ لتشجيع المواطنين على استخدام الغابة بطرق مستدامة أكثر. بالإضافة إلى التأكد من بقاء الانبعاثات الناجمة عن إزالة الغابات في حدودها الدنيا، ومفتاح نجاح هذه البرامج هو الجهود المبذولة لتثقيف الأشخاص حول موضوع الاستدامة ومساعدتهم في التركيز على المخاطر ذات المدى البعيد. يشجع إعلان نيويورك الخاص بالغابات والإجراءات المرتبطة به على إعادة التحريج، الذي يُشجَّع في العديد من البلدان في محاولة لإصلاح الضرر الذي نتج عن إزالة الغابات.

## الأراضي الرطبة
الأراضي الرطبة هي أنظمة بيئية مشبعة للغاية بمياه سطحية أو مياه جوفية للحفاظ على الغطاء النباتي الذي تلائمه شروط التربة المشبعة عادةً، مثل التّيفا وعشب البرك والقيقب الأحمر والأرز البري والعليق الأسود والعنبية حادة الخباء والإسفغنون (طحلب الخث). ولأن بعض أنواع الأراضي الرطبة غنية بالفلزات والعناصر المغذية وتؤمن العديد من الفوائد للبيئتين الأرضية والمائية، فإنها تحتوي على أصناف حية متنوعة وتؤمن أساس متميز للسلسة الغذائية. تساهم مواطن الأراضي الرطبة في الصحة البيئية والتنوع الحيوي. لا تعد الأراضي الرطبة من المصادر المتجددة على صعيد المقياس الزمني البشري، وفي بعض البيئات، لا يمكن تجديدها أبدًا. تبين الدراسات الحديثة أن الخسارة العالمية من الأراضي الرطبة يمكن أن تكون مرتفعة بمقدار 87% منذ 1700 بعد الميلاد، مع حدوث خسارة بنسبة 64% من الأراضي الرطبة منذ عام 1900. كان سبب بعض خسائر الأراضي الرطبة طبيعيًا مثل التعرية والترسيب والانخساف وارتفاع مستوى سطح البحر.
تؤمّن الأراضي الرطبة خدمات بيئية من أجل:
- الطعام والمسكن.
- تحسين نوعية المياه.
- صيد الأسماك التجاري.
- الحد من الفيضانات.
- استقرار الخط الساحلي.
- الاستجمام.

### موارد الأراضي الرطبة
بعض أنجح المناطق الزراعية في العالم هي الأراضي الرطبة التي جُففت وحُوّلت إلى مزارع ذات نظام زراعي شامل. يحدث الاستنزاف الكبير للأراضي الرطبة أيضًا لتطوير العقارات والتوسع العمراني. في المقابل وفي بعض الحالات، تُغمر الأراضي الرطبة، فتتحول إلى بحيرات صناعية أو مولدات للطاقة المائية. في بعض البلدان، نقلَ أصحاب مزارع المواشي ملكياتهم أيضًا إلى الأراضي الرطبة من أجل الرعي؛ بسبب الغطاء النباتي الغني بالغذاء. تُعد الأراضي الرطبة في أميركا الجنوبية مصدرًا مثمرًا أيضًا للصائدين غير القانونيين، إذ تنجذب الحيوانات ذات الجلود القيّمة مثل اليغور والذئب ذو العرف والكيمان (تمساح أميركي) والأفاعي إلى الأراضي الرطبة. ما زال تأثير إزالة الحيوانات المفترسة الكبيرة مجهولًا في أراضي أمريكا الجنوبية الرطبة.
يستفيد البشر من الأراضي الرطبة بشكل مباشر أيضًا. تعمل الأراضي الرطبة كمصافٍ طبيعية للمياه، من خلال سحب السماد العضوي من خليطه مع الماء عندما يعبر خلالها، سواء كان من مصدر طبيعي أو صناعي. هذا الأمر مفيد عندما تقع الأرض الرطبة بين أرض زراعية ومصدر طبيعي للمياء العذبة إذ تصفي خليط السماد الجاري من خلالها؛ فيصل إلى مصدر الماء العذب بتركيز قليل جدًا من السماد لدرجة لا تسمح بنمو الطحالب الذي يمكن أن يسمم المياه العذبة، أيّ، تصفي الأرض الرطبة الماء الجاري فيها من السماد العضوي، ما يحمي المياه العذبة من التلوث.